# Сем Нівола
Семюел Джон Нівола (англ. Samuel John Nivola; нар. 26 вересня 2003, Лондон, Англія) — американський актор, син акторів Емілі Мортімер й Алессандро Ніволи. Знаний за роботами у кіно: «Білий шум» (2022) та «Ейлін» (2023) та телесеріалі «Чудова пара».

## Молодість й освіта
Народилася в Портлендській лікарні в центрі Лондона в сім'ї британської акторки Емілі Мортімер й американського актора Алессандро Ніволи. У нього є молодша сестра Мей (2010 р.н.), яка також акторка. Ранні роки провів у Ноттінг-Гілл, а згодом переїхав у нью-йоркський район Борум-Гілл у Брукліні. Навчався в школі Святої Анни, а потім вступив до Колумбійського університету.

## Кар'єра
Дебютував як актор у комедійному серіалі Sky Atlantic «Долл та Ем» (2013), у якому знімала його мама. 2021 року зі своєю сестрою зіграли суродженців в епізоді британського мінісеріалу «Гонитва за коханням», основаного на однойменному романі Ненсі Мітфорд, адаптованому їхньою мамою для BBC One. Став сценаристом і режисером короткометражної стрічки «Сусідська варта» для антології «With/In» (2021), яка містить фільми, знятих на смартфони, про життя на карантині під час пандемії COVID-19.
З сестрою зіграли дітей головних героїв у фільмі Ноа Баумбаха «Білий шум» (2022). Під час кінопроб для фільму «Білий шум» Баумбах запитав Ніволу, чи хоче його сестра спробувати пройти кастинг на роль, на яку її і обрали. Наступного року зіграв сина Леонарда Бернштейна у фільмі Бредлі Купера «Маестро». У травні 2023 року стало відомо про його участь у серіалі «Чудова пара» від Netflix. 2023 року вийшов на подіум на Паризькому тижні моди для Miu Miu разом з Еммою Коррін. Того ж року відбулась прем'єра психологічного трилеру «Айлін», у якому Нівола виконав роль Лі Полка.
У січні 2024 року оголосили, що Нівола отримав роль у третьому сезоні «Білого лотоса».

## Фільмографія
| Рік  |    | Українська назва    | Оригінальна назва   | Роль                |
| ---- | -- | ------------------- | ------------------- | ------------------- |
| 2013 | с  | Долл та Ем          | Doll & Em           | Аріель              |
| 2021 | ф  | Річка основ         | River of Fundament  | дитина              |
| 2021 | кф |                     | With/In             |                     |
| 2021 | с  | Гонитва за коханням | The Pursuit of Love | Метт                |
| 2022 | ф  | Білий шум           | White Noise         | Генріх              |
| 2023 | ф  | Айлін               | Eileen              | Лі Полк             |
| 2023 | ф  | Маестро             | Wish You Were Here  | Александр Бернштайн |
| 2024 | с  | Чудова пара         | The Perfect Couple  | Вілл Вінбері        |